# William Rathbone Greg
William Rathbone Greg (* 1809 in Manchester; † 15. November 1881 in Wimbledon) war ein englischer Schriftsteller und Sozialphilosoph.

## Beruflicher Werdegang
William Greg war zuerst als Baumwollspinner in Cheshire tätig. Im Jahr 1856 trat er in den höheren Staatsdienst beim Zollwesen ein und gehörte diesem bis 1877 an.
1836 kam ein Sohn Percy Greg zu Welt, der später ebenfalls Schriftsteller wurde und unter anderem Science-Fiction schrieb.
Er hat viele Beiträge für die angesehensten Reviews und die Pall Mall Gazette geliefert. Sein erstes selbständiges Werk von Bedeutung war die kritische Untersuchung The creed of christendom (8. Aufl.: 1883), wodurch er Einfluss auf die freiere religiöse Bewegung dieser Zeit nahm.
Greg starb am 15. November 1881 in Wimbledon bei London.

## Werke
- Literary and social judgments (4. Aufl. 1876)
- Enigmas of life (15. Aufl. 1883)
- Rocks ahead, or the warnings of Cassandra (1874)
- Miscellaneous essays (1881–84, 2 Bde.)

Dieser Artikel basiert auf einem gemeinfreien Text aus Meyers Konversations-Lexikon, 4. Auflage von 1888 bis 1890.
| Personendaten    | Personendaten             |
| ---------------- | ------------------------- |
| NAME             | Greg, William Rathbone    |
| KURZBESCHREIBUNG | englischer Schriftsteller |
| GEBURTSDATUM     | 1809                      |
| GEBURTSORT       | Manchester                |
| STERBEDATUM      | 15. November 1881         |
| STERBEORT        | Wimbledon (London)        |